# 利普尼察鄉
44°06′0″N 27°36′0″E / 44.10000°N 27.60000°E
利普尼察鄉（羅馬尼亞語：Comuna Lipnița, Constanța），是羅馬尼亞的鄉份，位於該國西南部，由康斯坦察縣負責管轄，面積180平方公里，海拔高度129米，2007年人口3,365，人口密度每平方公里19人。